# Френк Герберт
Френк Патрік Герберт молодший (англ. Frank Herbert; 8 жовтня 1920, Вашингтон, США — 11 лютого 1986, Медісон) — американський письменник-фантаст, найбільше відомий як автор «Дюни» та її п'яти продовжень. Хоча він став відомий як автор наукової фантастики, він був також журналістом, фотографом, новелістом, книжковим рецензентом, екологічним консультантом і лектором.
Епопея «Хроніки Дюни» описує події далекого майбутнього протягом тисячоліть, має справу з такими складними темами як виживання людини, еволюція, екологія, перетин релігії, політики й влади. «Хроніки Дюни» є найбільшим бестселером з усіх науково-фантастичних романів усіх часів і вважається яскравою класикою жанру. Дюна була перекладена більш ніж на 20 мов світу та була розтиражирувалась на 20 мільйонів копій. Учасник Другої світової війни.

## Біографія
Френк Герберт народився в Такомі (штат Вашингтон) в родині Франкліна Патріка Герберта старшого та Ейлін Герберт (уроджена Маккарті). Захоплюючись фотографіями, в десять років він купив собі Kodak Brownie. Через п'янство своїх батьків, він утік з дому в 1938 році разом зі своєю молодшою сестрою Партісією до своєї улюбленої тітки по материнській лінії, Пеггі "Вайлет" Ровнтрі та її чоловіка Кена Ровнтрі старшого. Через декілька тижнів, сестра повернулась додому, однак Френк залишився у тітки та дядька.
Закінчив університет штату Вашингтон у Сієтлі. Після цього працював репортером і редактором кількох газет на Західному узбережжі США, викладав в університеті. Якийсь час був консультантом з екологічних питань у Фонді Лінкольна, а також служив у В'єтнамі й Пакистані.

### Початок кар'єри
Перший опублікований твір у жанрі фантастики — оповідання «Щось шукаєте?»(«Looking for Something?») був опублікований у журналі «Startling Stories» у 1952 році, коли письменникові уже виповнилося тридцять два роки. Протягом 1950-х років видав у журналах півтора десятка оповідань і роман «Дракон у морі» («The Dragon in the Sea», 1955). Цей роман пізніше видавався також під назвою «Під тиском» («Under Pressure»). Однак широка популярність прийшла до письменника після публікації в 1963 році в журналі «Analog» роману «Світ Дюни» («Dune World»), що став першою частиною роману «Дюна». Пізніше в цьому ж журналі почалася публікація продовження, яке називалося «Пророк Дюни» («The Prophet of Dune»). У 1965 році ці дві частини були об'єднані в один повноцінний роман, який вийшов окремим виданням. Твір одержав світове визнання і був відзначений такими престижними преміями в галузі фантастичної літератури, як «Небюла» і «Г'юго». Роман швидко став одним з найпопулярніших фантастичних романів XX століття. У наступні роки з-під пера Герберта виходять продовження історії про піщану планету.
Бувши дитиною, Френк Герберт завжди любив читати. Він любив книги Герберта Веллса, Жуля Верна, Едгара Берроуза. На свій восьмий день народження Френк Герберт заявив за святковим столом: «Я буду письменником». Так і сталося.
Френк завжди хотів вивчати те, що його цікавило. Протягом багатьох років його життя було досить складним, він змінював одну роботу за другою і переїжджав з міста в місто. Герберт був настільки незалежним, що відмовлявся писати для окремого ринку. Він писав лише те, що хотів писати. Щоб закінчити такий багатошаровий і складний роман, як «Дюна», Френк Герберт працював 6 років, витративши їх на дослідження і написання. Коли «Дюну» було закінчено, Френк Герберт почав шукати видавця, який погодився б опублікувати книги, але від 23 видавців письменник одержав відмову. На щастя, знайшовся видавець, який погодився опублікувати цей роман. Письменник одержав гонорар усього лише 7500 доларів.

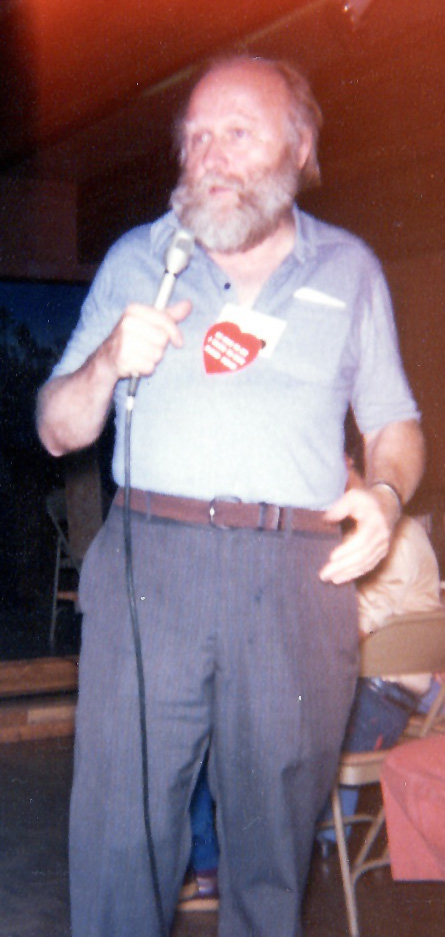
Френк Герберт на ІІ конвенції Октокону, Санта Роса, Каліфорнія, жовтень 1978 (фото Robert E. Nylund)

### Особисте життя
Після того, як Френк Герберт розлучився зі своєю першою дружиною Флорою Паркінсон, він познайомився із майбутньою другою дружиною Беверлі Стюарт, яку зустрів в Університеті Вашингтона (University of Washington) на заняттях із творчого письма в 1946 році. У Френка і Беверлі народилося два сини, Браян в 1947 році, і Брюс в 1951 році. У Френка також є дочка Пенні від першого шлюбу, вона народилася в 1942 році.
У наступні роки життя Френка і Беверлі було досить важким. Щоб дати чоловікові волю й підтримати його письменницьку діяльність, Беверлі кинула свою творчу кар'єру. Беверлі й Френк були справжньою письменницькою командою, тому що він обговорював кожен аспект своїх історій зі своєю дружиною, і вона займалася також редагуванням його робіт. Їхню історію Браян Герберт пізніше опише в біографії письменника «Мрійник Дюни». Після того, як Беверлі Герберт померла, Френк одружився втретє, з Терезою Шекелфорд.
Френк Герберт також співпрацював з іншими письменниками. Наприклад, у співавторстві з Біллом Ренсомом Герберт написав такі романи, як «Інцидент з Ісусом» («The Jesus Incident»), «Ефект Лазаря» («The Lazarus Effect») і («The Ascension Factor»). Останнім опублікованим твором письменника є роман «Чоловік двох світів» («The Man of Two Worlds»), написаний у співавторстві зі своїм сином, Браяном. Син Френка Герберта Браян і відомий письменник Кевін Дж. Андерсон написали нову трилогію зі світу «Дюни». За словами Брайана Герберта його батько вів спосіб життя, який був прикладом поведінки вільної, чесної, небайдужої людини. Письменник помер 11 лютого 1986 році від сильної тромбоемболії легеневої артерії під час відновлення від операції раку підшлункової залози в віці 65 років.

## Погляди
У своїх висловах, Герберт називав франшизу Зоряних війн плагіатом на його власну франшизу Дюну та описував її як "найкричущий" плагіат з усіх плагіатів на його творчість. Вперше він про це висловлювався в інтерв'ю Associated Press в 1977, в рік виходу четвертого епізоду Зоряних війн. В приклад плагіату він приводив двох жіночих персонажів: принцеси Алії Атрід з Дюни та принцеси Леї Органи з Зоряних війн. В приклад для порівняння він також приводив дві пустельні планети: Арракіс та Татуїн. «Я буду намагатися не подавати до суду», висловився письменник видавництву. В той же час, творець Зоряних війн Джордж Лукас публічно не визнавав вплив Дюни при створенні фільму.

## Нагороди й премії
- 1965, Премія Небюла за роман «Дюна»
- 1966, Г'юґо за роман «Дюна»

### Хроніки Дюни
- Дюна (Dune), 1965
- Месія Дюни (Dune Messiah), 1969
- Діти Дюни (Children of Dune), 1976
- Бог-Імператор Дюни (God Emperor of Dune), 1981
- Єретики Дюни (Heretics of Dune), 1984
- Капітула Дюни (Chapter House Dune), 1985

### Інші романи
- Дракон у морі (The Dragon in the Sea), 1956
- Зелений мозок (The Green Brain), 1966
- Спритна зірка (Whipping Star), 1970
- Творці небес (The Heaven Makers), 1968
- Ловець душ (Soul Catcher), 1972
- Вулик Хельстрома (Hellstrom's Hive), 1973
- Досадійський експеримент (The Dosadi Experiment), 1977

### Твори в співавторстві
- Інцидент з Ісусом (The Jesus Incident) (з Біллом Ренсоном, 1978)
- Ефект Лазаря (The Lazarus Effect) (з Біллом Ренсоном, 1983)
- Чоловік двох світів (The Man of Two Worlds) (з сином, Браяном Гербертом, 1986)
- Фактор сходження (The Ascension Factor) (з Біллом Ренсоном, 1988)

## Переклади українською
- Френк Герберт. Дюна. Харків: КСД, 2017, 656 стор. ISBN 978-617-12-2554-1. Переклад з англійської: Анатолій Пітик, Катерина Грицайчук
- Френк Герберт. Месія Дюни. Харків: КСД, 2018, 256 стор. ISBN 978-617-12-4964-6. Переклад з англійської: Наталя Михаловська
- Френк Герберт. Діти Дюни. Харків: КСД, 2020, 464 стор. ISBN 978-617-12-7665-9. Переклад з англійської: Наталя Михаловська
- Френк Герберт. Бог-Імператор Дюни. Харків: КСД, 2020, 512 стор. ISBN 978-617-12-8130-1. Переклад з англійської: Наталя Михаловська
- Френк Герберт. Єретики Дюни. Харків: КСД, 2021, 592 стор. ISBN 978-617-12-9267-3. Переклад з англійської: Наталя Михаловська[11]
- Френк Герберт. Капітула Дюни. Харків: КСД, 2022, 576 стор. ISBN 978-617-12-9778-4. Переклад з англійської: Наталя Михаловська[12]